# اسکار لوپس (بازیکن فوتبال، زاده ۱۹۳۹)
اسکار لوپس (اسپانیایی: Óscar López‎; ۲ آوریل ۱۹۳۹ – ۲۰ دسامبر ۲۰۰۵) بازیکن فوتبال اهل کلمبیا بود.
از باشگاه‌هایی که در آن بازی کرده‌است می‌توان به باشگاه فوتبال اونس کالداس و باشگاه ورزشی دیپورتیوو کالی اشاره کرد.
وی همچنین در تیم ملی فوتبال کلمبیا بازی کرده‌است.